# Cipionato de estradiol/acetato de medroxiprogesterona
El cipionato de estradiol/acetato de medroxiprogesterona (EC/MPA), vendido bajo el nombre comercial Femelin entre otros, es una forma de anticonceptivo inyectable combinado. Contiene cipionato de estradiol (EC), un estrógeno y acetato de medroxiprogesterona (MPA), un progestágeno. Se recomienda para uso a corto plazo y se administra una vez al mes mediante inyección intramuscular.
Los efectos secundarios comunes de EC/MPA incluyen periodos menstruales irregulares que generalmente mejoran con el tiempo. Otros efectos secundarios incluyen coágulos de sangre, dolor de cabeza, pérdida de cabello, depresión, náuseas y dolor mamario. No se recomienda su uso durante el embarazo. El uso durante la lactancia es probablemente seguro.  Funciona principalmente evitando la ovulación.
La combinación EC/MPA entró en uso médico en 1993 con aprobación en los Estados Unidos en 2000. Está en la Lista de medicamentos esenciales de la Organización Mundial de la Salud, los medicamentos más efectivos y seguros que se necesitan en un sistema de salud. El medicamento está aprobado para su uso en 18 países. Se utiliza en México, Tailandia e Indonesia, entre otros países. Desde 2017 ya no está disponible comercialmente en los Estados Unidos.

## Usos médicos
EC/MPA se usa como anticonceptivo inyectable combinado una vez al mes para prevenir el embarazo en las mujeres.

### Formulaciones disponibles
EC/MPA está disponible en forma de una suspensión acuosa microcristalina de 5 mg de EC y 25 mg de MPA en una solución acuosa de 0,5 mL para inyección intramuscular una vez al mes. Se proporciona en forma de viales de dosis única y ampollas.

## Historia
Depot MPA (DMPA) y EC/MPA fueron desarrollados por Upjohn en la década de 1960. El DMPA (nombre comercial Depo-Provera) se introdujo para uso como anticonceptivo inyectable de progestágeno solo por primera vez fuera de los Estados Unidos en 1969 y posteriormente se aprobó su uso como método anticonceptivo en los Estados Unidos en 1992. Entre 1968 y 1978 se publicaron diversos estudios preliminares sobre EC/MPA como anticonceptivo. A fines de la década de 1970, la Organización Mundial de la Salud (OMS) comenzó una iniciativa conocida como Programa Especial de Investigación, Desarrollo y Capacitación en Investigación en Reproducción Humana (OMS/HRP) para desarrollar anticonceptivos inyectables combinados como parte de sus esfuerzos para aumentar la disponibilidad y opciones de control de natalidad para mujeres y hombres en todo el mundo. Trataron de remediar el efecto secundario de la irregularidad menstrual que es la razón principal para la interrupción de los anticonceptivos inyectables de progestágeno solo como el DMPA mediante la incorporación de un estrógeno. La financiación de la iniciativa fue proporcionada por el Programa de las Naciones Unidas para el Desarrollo (PNUD), el Fondo de Población de las Naciones Unidas (UNFPA) y el Banco Mundial.
En 1980, la OMS realizó un estudio farmacocinético de cipionato de estradiol, valerato de estradiol y benzoato de estradiol para determinar qué éster(es) sería más adecuado para su uso en anticonceptivos inyectables combinados. Tras el desarrollo inicial de la medicación por Upjohn bajo el nombre en clave anterior de Cyclo-Provera, EC/MPA fue desarrollado como un anticonceptivo inyectable combinado por la Organización Mundial de la Salud bajo el nombre clave HRP-112 en los años 80 y principios de los 90. La OMS también desarrolló valerato de estradiol/enantato de noretisterona (nombre clave HRP-102) como un anticonceptivo inyectable combinado. El desarrollo de EC/MPA se completó a principios de la década de 1990 y el medicamento se otorgó bajo licencia a la Fundación Concept establecida por la OMS/HRP, así como a varias compañías farmacéuticas. EC/MPA se introdujo para su uso como anticonceptivo inyectable combinado con el nombre comercial Cyclofem y otros en México, Tailandia e Indonesia en 1993. Estaba disponible en 18   países, principalmente en América Latina y Asia, para 1998. A finales de 2000, se introdujo EC/MPA para su uso como anticonceptivo inyectable combinado por Upjohn con el nombre comercial de Lunelle en los Estados Unidos. Sin embargo, la formulación se suspendió en los Estados Unidos a fines de 2003.

## Sociedad y cultura

### Nombres genéricos
EC/MPA originalmente se conocía como Cyclo-Provera (o Cycloprovera), y también se conoce por su antiguo nombre clave de desarrollo HRP-112 .

### Nombres comerciales
Los nombres comerciales de EC/MPA incluyen Ciclofem, Ciclofemina, Cyclofem, Cyclofemina, Cyclogeston, Femelin, Femydrol, Gestin, Harmonis, Lunella, Lunelle y Novafem.

### Disponibilidad
Se ha aprobado el uso de EC/MPA en al menos 18   países. Es o ha sido utilizado en Bolivia, Brasil, Chile, China, Colombia, Costa Rica, República Dominicana, Ecuador, El Salvador, Guatemala, Hong Kong, Indonesia, Malasia, México, Panamá, Perú, Tailandia, Estados Unidos y Zimbabue, entre otros países. El medicamento ya no está disponible en los Estados Unidos.